# Moravecsches Paradox
Das Moravecsche Paradox ist die Entdeckung von Forschern der künstlichen Intelligenz und Robotik, dass - im Gegensatz zu traditionellen Annahmen - hochrangiges Denken sehr wenig Berechnung benötigt, aber niedrigrangige sensomotorische Fähigkeiten enorme Rechenressourcen erfordern. Das Prinzip wurde in den 1980er Jahren von Hans Moravec, Rodney Brooks, Marvin Minsky und anderen formuliert. Moravec schreibt: „Es ist vergleichsweise einfach, Computer dazu zu bringen, Leistungen auf Erwachsenenniveau bei Intelligenztests oder beim Dame spielen zu erbringen, und schwierig oder unmöglich, ihnen die Fähigkeiten eines Einjährigen bei Wahrnehmung und Mobilität zu vermitteln.“
Ebenso betonte Minsky, dass die schwierigsten menschlichen Fähigkeiten diejenigen sind, die unbewusst sind. „Im Allgemeinen sind wir uns am wenigsten bewusst, was unser Verstand am besten kann“, schrieb er und fügte hinzu: „Wir sind uns einfacherer Prozesse, die nicht gut funktionieren, mehr bewusst als komplexer Prozesse, die fehlerfrei funktionieren.“
Auch künstliche neuronale Netze scheitern am Moravecschen Paradox.

## Referenzen in der Kultur
In dem Roman Qualityland gibt es den Androiden John of Us. In dem Kapitel Das Moravec'sche Paradox erklärt er, wieso Roboter Schwierigkeiten haben, eine volle Tasse zu tragen.